# Estación de Miribilla
Miribilla es una estación ferroviaria subterránea situada en la ciudad de Bilbao en la comunidad autónoma del País Vasco en el norte de España. Forma parte de la línea C-3 de Cercanías Bilbao operada por Renfe.

## Situación ferroviaria
La estación se encuentra en el punto kilométrico 247,8 de la línea férrea de Castejón a Bilbao por Logroño y Miranda de Ebro.
Además, de esta estación parte el ramal de mercancías hacia Amézola, la línea 726 de la RFIG, que crea así un bypass de la estación de terminal de Abando.

## La estación
Fue inaugurada el 18 de diciembre de 2008 tras tres años y medio de obras para dar servicio al barrio bilbaíno de Miribilla en el distrito de Ibaiondo. Su construcción, que costó 17,5 millones de euros, fue impulsada por la sociedad Bilbao Ría 2000.
La estación se encuentra a casi 50 metros bajo tierra, con lo que se convierte en la estación más profunda de toda la red del Adif. Para su construcción se tuvieron que excavar tres pozos (para ascensores, ventilación y emergencia), uno de ellos, el correspondiente a los ascensores, de 50 metros de altura y 15 metros de diámetro. Además fue necesario ampliar la caverna del túnel ferroviario que atraviesa el subsuelo del barrio, siempre sin interrumpir el tráfico ferroviario. 
El acceso a los andenes se realiza desde la terminal ubicada en la plaza frente al centro comercial de Miribilla. El edificio (un vestíbulo acristalado), de 300 metros cuadrados, dispone de máquinas de autoventa, canceladoras y una taquilla. El traslado de los viajeros a los andenes se realiza mediante ascensores, si bien la estación también dispone de escaleras. En total se han instalado seis ascensores panorámicos, desde los que se contempla el pozo iluminado por luz artificial que llega desde la cristalera del edificio de viajeros, con capacidad para 21 personas cada uno. El trayecto en ascensor tiene una duración de 30 segundos.
En la planta 0, a la altura de la calle, se encuentra el vestíbulo de la estación. En la planta -1, a 42 metros de profundidad, se sitúa el pasillo de acceso a la vía 2, dirección Orduña, y en la planta -2, a 47 metros de profundidad, se sitúa el pasillo de acceso a la vía 1, dirección Bilbao-Abando. Entre las plantas 0 y -1 encontramos cuatro plantas más (S1, S2, S3 y S4), no accesibles.

## Servicios ferroviarios

### Cercanías
Los trenes de la línea C-3 de la red de Cercanías Bilbao que opera Renfe tienen parada en la estación. Entre semana la frecuencia media es de un tren cada diez-veinte minutos. Dicha frecuencia pasa a ser de treinta minutos los fines de semana. Los trenes CIVIS de la línea se detienen en la estación. Por regla general el trayecto Miribilla-Abando se realiza en dos minutos.
| procedencia/destino | < estación    | Línea | estación > | destino/procedencia |
| ------------------- | ------------- | ----- | ---------- | ------------------- |
| Bilbao Abando       | Bilbao Abando |       | La Peña    | Orduña              |